# Стертское оледенение
Стертское оледенение (от англ. Sturtian glaciation) — глобальное оледенение (или несколько последовательных оледенений), произошедшее в первой половине криогенного периода. Даты разнятся: либо 717-643 млн лет назад, либо 715-680 млн лет назад. Первое оледенение криогенного периода, второе — протерозойское (мариноанское).

## Масштабы и время оледенения
Данные о длительности оледенения очень сильно различаются и зависят от используемого метода и места исследования. Самые крайние временные отметки — от примерно 760 млн лет назад до примерно 640 млн лет назад. В связи с большими временными разногласиями обсуждается и существование нескольких оледенений одновременно. Согласно текущим данным, оледенение началось около 715 миллионов лет назад и продолжалось не менее пяти миллионов лет.
Масштабы оледенения также являются предметом научных дискуссий. Согласно гипотезе «земля-снежок», в результате стертского оледенения Земля замёрзла полностью. На это указывает, в частности, южно-австралийские породы ледникового происхождения из докембрия, палеомагнетизм которых указывает на отложение вблизи экватора. Согласно другим теориям, отложения горных пород ледникового периода могут быть отнесены к нескольким локальным оледенениям, а не к одному глобальному.

## Влияние на биосферу
Стертское оледенение оказало значительное влияние на развитие жизни на планете. До оледенения происходило медленное развитие эукариотических форм жизни. Известно о существовании в то время таких форм жизни, как амёбозои, красные водоросли, зеленые водоросли и даже губки (например Otavia). С наступлением оледенения наблюдается численно резкое падение численности живых организмов. К периоду криогения относятся только некоторые микрофоссилии. В промежутке между стертским и протерозойским оледенением, возможно,  появились многоклеточные животные (Metazoa). Молекулярные следы этого периода указывают на появление первых губок.